# سوارکار رنگ‌پریده
سوارکار رنگ پریده (انگلیسی: Pale Rider) فیلمی در ژانر وسترن به کارگردانی کلینت ایستوود است که در سال ۱۹۸۵ منتشر شد.

## بازیگران
- مایکل موریارتی
- کری اسنادگرس
- کلینت ایستوود
- کریس پن
- جان راسل
- سیدنی پنی
- ریچارد کیل
- چارلز هالاهان
- بیلی دراگو
- ریچارد دیسارت